# Boophis bottae
Espèce
Statut de conservation UICN

 LC  : Préoccupation mineure
Boophis bottae est une espèce d'amphibiens de la famille des Mantellidae.

## Répartition
Cette espèce est endémique de Madagascar. Elle se rencontre entre 800 et 1 000 m d'altitude dans l'est de l'île, entre Andasibe et Ranomafana,.

## Description
Boophis bottae mesure environ 24 mm. Son dos est vert clair tirant sur le jaunâtre sur les flancs ; une ligne longitudinale jaune parcourt le dos jusqu'aux membres antérieurs, parfois l'ensemble du dos. Des motifs de couleur brun roux, noir, rouge brillant et jaune, complète sa livrée. Son ventre est transparent.

## Étymologie
Son nom d'espèce, bottae, lui a été donné en référence à Ursula Bott, du Zoologisches Forschungsinstitut und Museum Alexander König (Institut et Musée zoologiques Alexander König), en reconnaissance de son aide.

## Publication originale
- Vences & Glaw, 2002 : Two new treefrogs of the Boophis rappiodes group from eastern Madagascar (Amphibia Mantellidae). Tropical Zoology, vol. 15, p. 141-163 (texte intégral).